# Телефонний спуфінг
Телефонний спуфінг або Спуфінг ідентифікатора абонента — це практика підміни телефонною мережею для приймача дзвінка джерела виклику. Це може призвести до того, що на дисплеї абонента відображається номер телефону, відмінний від справжнього номера, з якого здійснювався дзвінок.
Через широке розповсюдження спуфінгу в США Американська асоціація пенсіонерів 2019 року випустила публікацію «ви більше не можете довіряти ідентифікатору дзвінка».

## Історія
Підробка ідентифікатора абонента роками доступна людям, які мають спеціалізоване цифрове з'єднання з телефонною компанією, яке називається ISDN PRI. Колекторські агентства, правоохоронці та приватні слідчі застосовували цю практику з різним ступенем законності. Перша загальнодоступна послуга спуфінгу ідентифікатора абонента була запущена в США 1 вересня 2004 року в штаті Каліфорнія. Заснована Джейсоном Джепсоном, це перша послуга, яка дозволяє здійснювати підроблені дзвінки з вебінтерфейсу. Він припинив пропонувати послуги 2005 року, оскільки було запущено кілька подібних сайтів.
У серпні 2006 року Періс Хілтон звинуватили у використанні підміни ідентифікатора абонента, щоб проникнути в систему голосової пошти, яка використовувала ідентифікатор абонента для автентифікації. Підробка ідентифікатора абонента також використовувалася для шахрайства на сайтах, таких як Craigslist та eBay. На виборах 2010 року в Міссурі використовувались підроблені посвідчення особи компаній швидкої допомоги та лікарень, щоб змусити потенційних виборців відповідати на телефонні дзвінки. 2009 року мстива дружина з Брукліна підробила дзвінок з кабінету лікаря свого чоловіка, щоб обдурити іншу жінку, аби та прийняла ліки, що призвело б до її викидня.
Часто підробка ідентифікатора абонента використовується для розіграшів. Наприклад, хтось може зателефонувати другові та домовитись про те, щоб на екрані абонента відображався «Білий дім». У грудні 2007 року хакер скористався службою підробки ідентифікатора абонента і був заарештований за відправлення спецназу до будинку жертви. У лютому 2008 року в місті Колелджвіль, штат Пенсильванія, був заарештований шахрай, що дзвонив жінкам з погрозами.

## Технологія та методи
Ідентифікатор абонента підробляється різними методами та різними технологіями. Найпопулярніші способи підробки ідентифікатора абонента — використання ліній VoIP або PRI .

### VOIP
Раніше підробка ідентифікатора абонента вимагала глибоких знань телефонного обладнання, що могло бути досить дорогим. Однак за допомогою програмного забезпечення з відкритим кодом (наприклад, Asterisk або FreeSWITCH та майже будь-якої VoIP компанії) можна підробляти дзвінки з мінімальними витратами.
Деякі провайдери VoIP дозволяють користувачеві налаштовувати номер, що відображається, як частину сторінки конфігурації у вебінтерфейсі провайдера. Якщо ім'я абонента надсилається разом із викликом (замість того, щоб генеруватися з номера шляхом пошуку в базі даних у пункті призначення), воно може бути налаштоване як частина налаштувань на клієнтському аналоговому телефонному адаптері або SIP-телефоні.

### Постачальники послуг
Деякі підроблені послуги працюють подібно до передплаченої телефонної картки. Клієнти платять за персональний ідентифікаційний номер (ПІН) заздалегідь. Клієнти набирають номер, наданий їм компанією, свій PIN-код, номер призначення та номер, який вони хочуть вказати як ідентифікатор абонента. Дзвінок перемикається або передається і надходить із підробленим номером, вибраним абонентом, — таким чином, обманюючи абонента, що викликається.

## Відображення імені абонента
Виробники обладнання для телефонної станції по-різному відображають ім'я абонента. Значна частина обладнання, виготовленого для компаній Bell System у США, надсилає лише номер абонента; а комутатор повинен потім використовувати пошук у базі даних, щоб знайти ім'я, яке відображатиметься із номером, що телефонує. На канадських стаціонарних біржах часто працює обладнання Nortel, яке надсилає ім'я разом із номером.